# Louise Henry
Louise Henry, nata Jessie Louise Heiman (Syracuse, 14 giugno 1911 – New York, 17 febbraio 1967), è stata un'attrice statunitense.

## Filmografia parziale
- Il rifugio (Hide-Out), regia di W.S. Van Dyke (1934)
- La carne e l'anima (Society Doctor), regia di George B. Seitz (1935)
- Dalle 7 alle 8 (The Casino Murder Case), regia di Edwin L. Marin (1935)
- Tentazione bionda (Reckless), regia di Victor Fleming (1935)
- Ultime notizie (The Murder Man), regia di Tim Whelan (1935)
- Una notte d'oblio (Remember Last Night?), regia di James Whale (1935)
- Fuoco liquido (Exclusive Story), regia di George B. Seitz (1936)
- The Hit Parade, regia di Gus Meins (1937)
- Mezzanotte a Broadway (Charlie Chan On Broadway), regia di Eugene Forde (1937)
- Un povero milionario (There Goes the Groom), regia di Joseph Santley (1937)
- 45 Fathers, regia di James Tinling (1937)
- Ossessione (The Gaunt Stranger), regia di Walter Forde (1938)
- Charlie Chan a Reno (Charlie Chan in Reno), regia di Norman Foster (1939)